# One Day as a Lion (Film)
One Day as a Lion ist ein US-amerikanischer Spielfilm aus dem Jahr 2023 von Regisseur John Swab nach einem Drehbuch von Scott Caan, der neben Marianne Rendón, Frank Grillo und J.K. Simmons auch eine Hauptrolle übernahm.

## Handlung
Jackie Powers wird von seinem Auftraggeber Dom Lorenzo auf Walter Boggs angesetzt, er soll einen Auftragsmord begehen, weil Boggs Pauly Russo 100.000 US-Dollar schuldet. Allerdings bringt Jackie dies nicht übers Herz und bittet Boggs stattdessen, den Betrag einfach zurückzuzahlen, sodass niemand getötet wird. Nachdem Jackie seinerseits von Boggs mit einer Waffe bedroht wird, kommt es im Diner zu einer Schießerei, bei der der Koch Bob, Betreiber des Diners, getötet wird. Walter Boggs gelingt die Flucht auf seinem Pferd.
Jackie flieht ebenfalls vom Tatort und nimmt die gelangweilte Kellnerin Lola als Geisel. Er gibt gegenüber ihr an, dass er das Geld für den Auftragsmord benötigt, um einen Anwalt für seinen Sohn Billy zu bezahlen, der diesen aus dem Gefängnis holen soll. Lola erzählt ihm, dass sie vor einiger Zeit eine Schauspielschule in Costa Rica eröffnet hatte, es jedoch nicht funktioniert hat. Nachdem Jackies Auto gestohlen wird, lässt er Lola laufen. Diese bietet ihm allerdings ihre Hilfe an, im Gegenzug soll er auch ihr helfen. Währenddessen fordert Pauly Russo von Dom Lorenzo, Jackie zu ihm zu bringen.
Lolas Mutter Valerie ist vermögend und wird in Anlehnung an die Spinnenart „Schwarze Witwe“ genannt, nachdem sie vier Ehemänner beerbt hat, die jeweils innerhalb eines Jahres nach der Eheschließung verstorben sind. Lola schlägt vor, dass sie und Jackie sich gegenüber Valerie als Verlobte ausgeben und sie behaupten, dass sie heiraten und nach Costa Rica zurückgehen wollen. Das Geld für die angebliche Hochzeit möchte sie mit Jackie teilen, damit er den Anwalt bezahlen kann und sie ihre Hypothek in Costa Rica. Die krebskranke Valerie, die sich im Krankenhaus befindet, soll ihr das Geld als Vorschuss auf ihr Erbe geben, diese verweigert ihr jedoch die Unterstützung. Erst als Jackie ihr erzählt, dass er das Geld dringend für den Anwalt seines Sohnes benötigt, willigt sie ein, für dessen Kosten aufzukommen.
Dom Lorenzo versucht nun selbst von Walter Boggs die Schulden einzutreiben, Boggs dagegen besteht auf die Streichung der Schuld, im Gegenzug dafür lässt er ihre illegalen Machenschaften nicht auffliegen. Billy sitzt wegen mutmaßlichen Kidnappings eines anderen Jungen im Gefängnis. Billy bestreitet die Tat, seine Mutter Taylor hat kein Geld für einen Anwalt. Auf der Suche nach Jackie verbringt Dom Lorenzo eine Nacht mit Jackies Ex-Frau Taylor, ein Anruf von Jackie bringt Dom auf dessen Spur. Boggs verspricht Pauly Russo seine Schulden zu begleichen, er benötigt dafür allerdings mehr Zeit.
Jackie bittet Lola, an seiner Stelle seinen Sohn im Gefängnis zu besuchen und dessen Fallakte für den Anwalt zu holen, nachdem er vermutlich wegen Mordes an Bob gesucht wird. Er selbst sucht währenddessen den Anwalt Ken „Kenny“ Walsh auf, um ihn mit dem Fall zu beauftragen. Wieder zurück im Krankenhaus erfährt Lola, dass ihre Mutter verstorben ist. Vor Gericht gibt sich Jackie als Billies Rechtsvertretung aus, während Lola behauptet, die Mutter von Billy zu sein. Sie nutzt ihre Schauspielkünste, um dem Richter eine herzzerreißende Lügengeschichte aufzutischen, und schafft es so, dass Billy freigelassen wird.
Auf dem Grundstück von Walter Boggs kommt es zu einer Schießerei zwischen dessen Leuten und den Helfern von Pauly Russo mit zahlreichen Toten. Boggs wird schließlich von der Polizei erschossen und Russo von der Polizei gestellt. Dom Lorenzo schafft es zwar, Jackie ausfindig zu machen, lässt diesen aber endgültig laufen, nachdem er sich schützend und „mutig wie ein Löwe“ vor Lola und Billy stellt. Lola schlägt Jackie und Billy wie ursprünglich geplant Costa Rica als Reiseziel vor.

## Besetzung und Synchronisation
Die deutschsprachige Synchronisation übernahm die A. R. Audio Resort Germany. Dialogregie führte Felix Würgler, das Dialogbuch schrieb Andreas Auras.
| Rolle               | Darsteller      | Synchronsprecher    |
| ------------------- | --------------- | ------------------- |
| Jackie Powers       | Scott Caan      | Gerrit Schmidt-Foß  |
| Pauly Russo         | Frank Grillo    | Johannes Berenz     |
| Walter Boggs        | J.K. Simmons    | Sven Brieger        |
| 'Shotgun'           | Gabriel Hansen  | Samuel Zekarias     |
| Billy Powers        | Dash Melrose    | Finlay Kühn         |
| Bob                 | Bruce Davis     | Marko Bräutigam     |
| Dom Lorenzo         | George Carroll  | Tommy Morgenstern   |
| Ken Walsh           | Billy Blair     | Thomas Arnold       |
| Lola Brisky         | Marianne Rendón | Laurine Betz        |
| Richter Simon       | Brett Swab      | Stefan Bergel       |
| Staatsanwalt Thomas | Bruce Roach     | Ulrich Blöcher      |
| Taylor Love         | Taryn Manning   | Sarah Alles         |
| Valerie Brisky      | Virginia Madsen | Karen Schulz-Vobach |

## Produktion und Hintergrund
Der Film wurde von Roxwell Films in Zusammenarbeit mit Three Point Capital produziert, Produzent war Jeremy M. Rosen. Dreharbeiten fanden im Juni 2022 in Oklahoma statt.
Die Kamera führte Will Stone, die Musik schrieb David Sardy, die Montage verantwortete Andrew Aaronson und das Casting Jeremy M. Rosen. Das Szenenbild gestaltete Miles Rogoish und das Kostümdesign Misty Rose. Für Regisseur Swab and Produzent Rosen war es die siebente gemeinsame Produktion und die vierte gemeinsam mit Darsteller Frank Grillo, wie beispielsweise der ebenfalls 2023 veröffentlichte Actionthriller Little Dixie.

## Veröffentlichung
In den USA wurde der Film im April 2023 in ausgewählten Kinos und als Video-on-Demand veröffentlicht.
In Deutschland erfolgte eine Veröffentlichung auf Amazon Prime Video am 24. September 2024.

## Rezeption
Am 31. August 2024 waren 14 von 22 bei Rotten Tomatoes aufgeführte Kritiken positiv bei einer durchschnittlichen Bewertung von 5,5 der 10 möglichen Punkte.
Filmdienst.de bezeichnete die Produktion als „halbgare Actionkomödie ohne Witz und Rhythmus mit erkennbaren Vorbildern von Tarantino bis zu den Coen-Brüdern, ohne aber deren dialogische Qualität zu erreichen“. Auch vielversprechende Ideen und Figuren könnten sich durch die einfallslose Inszenierung kaum entfalten.